# Estación Vicealmirante Eduardo O'Connor
Vicealmirante Eduardo O'Connor es una estación de ferrocarril ubicada en la ciudad de Vicealmirante E. O'Connor, Departamento Adolfo Alsina, Provincia de Río Negro, Argentina.

## Ubicación
Se encuentra a 52 km al oeste de la ciudad de Viedma.

## Servicios
Por sus vías transitan formaciones de cargas y de pasajeros de la empresa Tren Patagónico S.A.. Cuenta con parada para los servicios de pasajeros tanto en sentido ascendente como descendente del Tren Patagónico.